# Aspidosperma

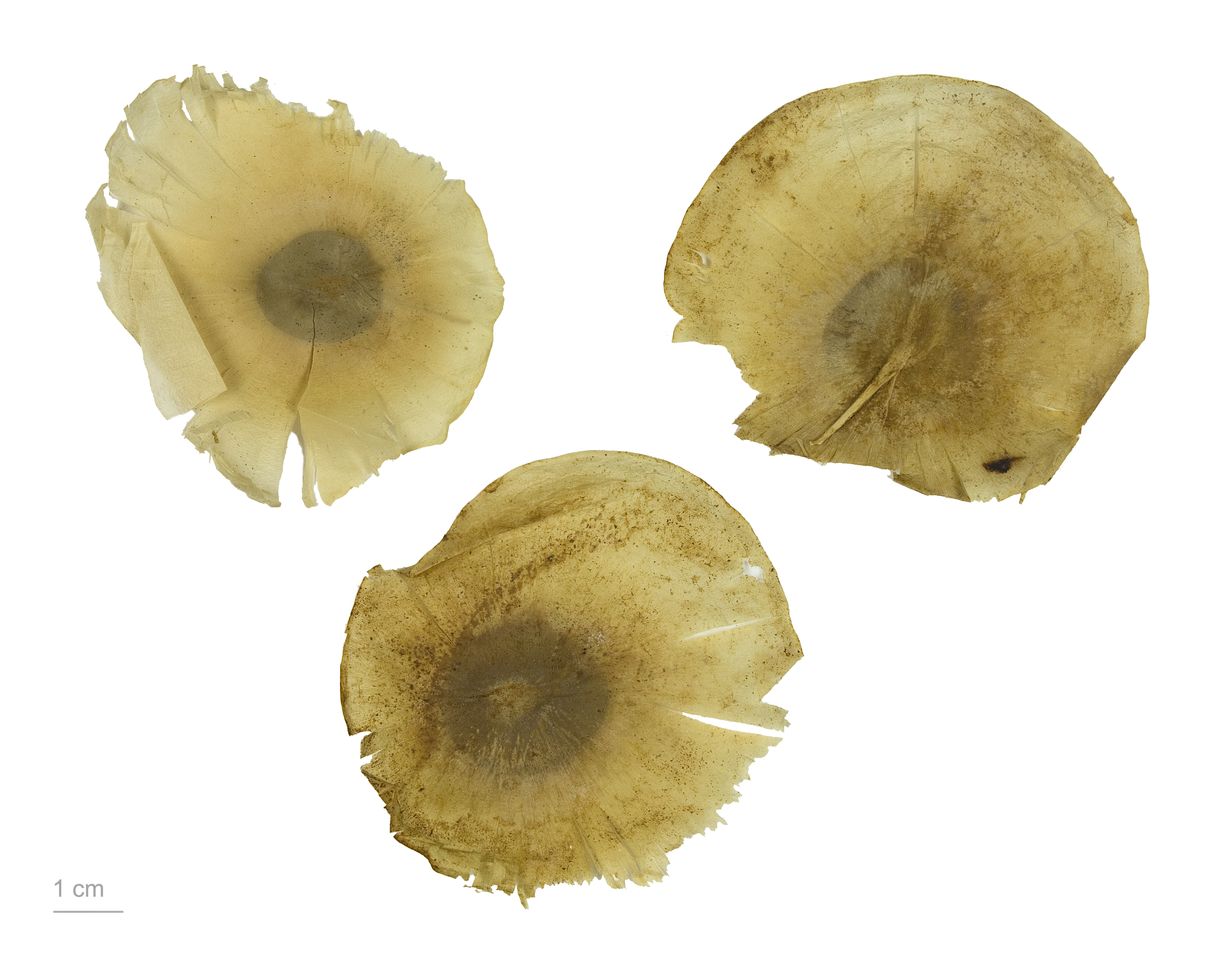
Aspidosperma sp.- MHNT

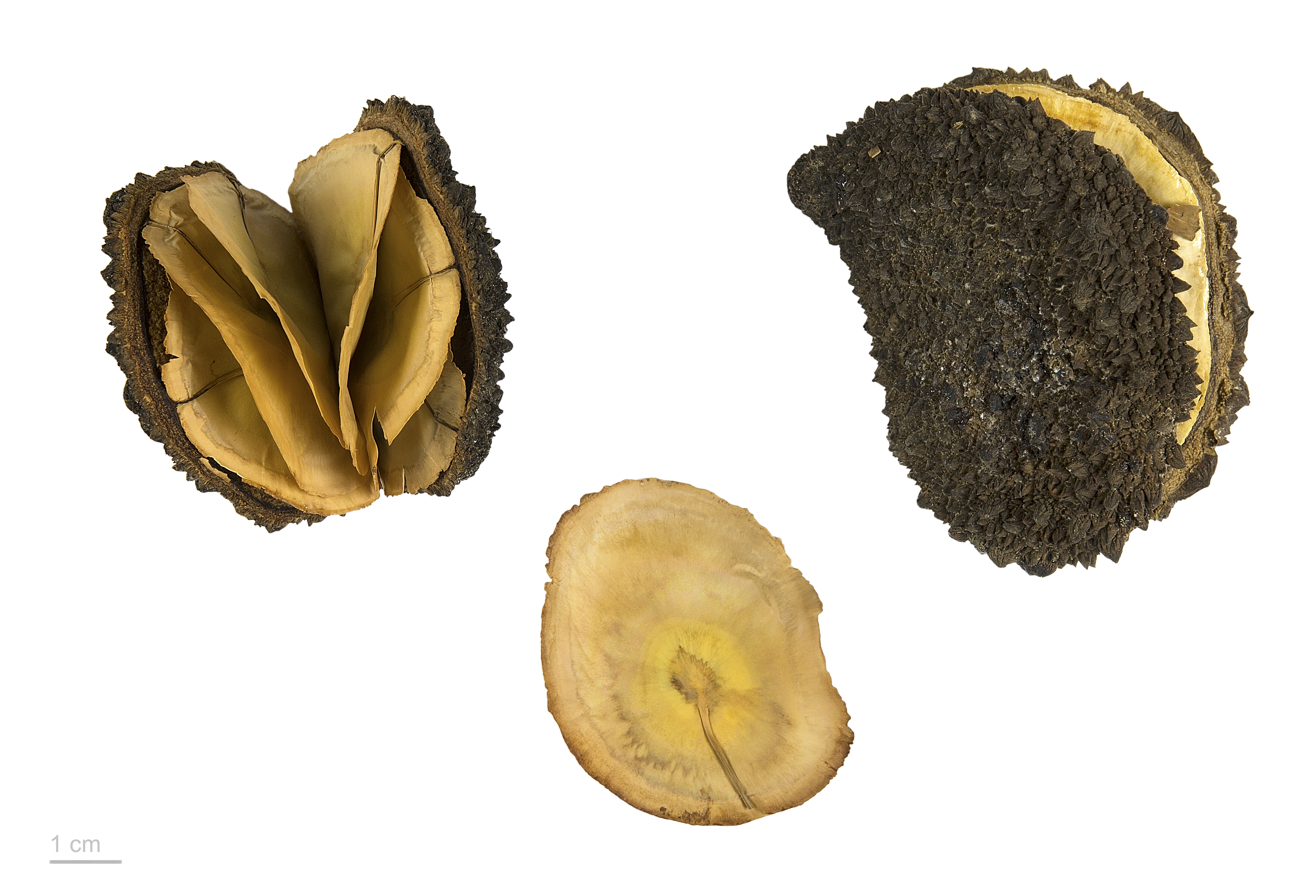
Aspidosperma carapanauba - MHNT

Aspidosperma es un género de fanerógamas de la familia de las Apocynaceae. El género incluye árboles y arbustos originarios de América del Sur.  Sus hojas están dispuestas generalmente de forma alterna, con flores pequeñas que están unidas en cimas. Sus semillas son aladas.

## Descripción
Árboles de 8-20 m de altura, diámetro del tronco 80 cm, ramas relativamente delgadas, glabras, escasamente rimosas. Hoja oblongas hasta obovado- elípticas, corta y abruptamente acuminadas a obtusas o ápice redondeado, base agudamente cuneada obtusa, 4- 12 cm de longitud, 1- 4 cm de ancho, firmemente membranáceas, la reticulación de la venación terciaria muy prominente en ambas superficies, glabras; pecíolos 1.0- 1.5 cm de longitud o poco menos. Inflorescencias agrupadas subterminalmente en la parte más alta de las axilas de las hojas, dicasio, relativamente denso, gis- puberulento, 1- 3 cm de longitud, brácteas diminutas. Lóbulos del cáliz ampliamente ovados, agudos o redondeados, 0.5- 1.0 mm de longitud, adpreso- pilosulos. Corola blancuzca o amarillenta, densamente adpreso- puberulenta a aproximadamente glabra, tubo 2.5- 3.0 mm de longitud y alrededor de 1 mm de ancho en la inserción de los estambres, lóbulos ovados, 0.5- 1.5mm de longitud. Estambres insertos un poco arriba de la mitad del tubo de la corola, anteras alrededor de 0.5mm de longitud, densamente puberulento. Folículos clavado- oblongos, ovario ovoide cerca de 0.5mm de longitud, 3- 6 cm de longitud y 1.0- 1.5 cm de ancho, muy conspicuamente lenticelados, semillas 2- 3.5 cm de longitud obtusas, basalmente aladas (fide, WOODSON, 1951: 159).

## Usos
El profesor Armando Dugand (cit. Por WOODSON, 1951) informa que Aspidosperma Polyneuron Mueller Arg. In Martius, produce una excelente madera estructural, el corazón de la madera es de un hermoso color rosado naranja y la savia opaca gris- blanco. Según los colectores de los árboles aparecen siempre- verdes.
Según GARCIA- BARRIGA (1974), tanto la corteza como las hojas de Aspidosperma Polyneuron Mueller Arg. In Martius, se usan en decocción para el reumatismo articular y antiespasmódico. Sirve como desinfectante en las heridas de los animales. Aplicado en forma de cataplasma para los tumores.
Usos: esta especie, denominada con el nombre vulgar de “carreto” es utilizada en construcciones interiores y exteriores de altos esfuerzo y carpintería mecánica que no exige una gran estabilidad dimensional; en zonas de clima poco variable, se puede emplear para pisos y escaleras, armazones  de barcos y crucetas (utilizando la madera seca).usos especiales, donde se requiere una alta resistencia a la tenacidad como artículos deportivos donde el peso no es un factor limitante. Usos especiales que requieren una alta resistencia al ácido, arcos para violines (LASTRA 1.C).

## Taxonomía
El género fue descrito por Mart. & Zucc. y publicado en Flora 7(1, Beibl. 4): 135. 1824. La especie tipo es: Aspidosperma tomentosum

## Especies
- Aspidosperma cylindrocarpon
- Aspidosperma dasycarpon
- Aspidosperma discolor
- Aspidosperma illustre (Vell.) Kuhlm. & Piraja - quina de Camamú[7]
- Aspidosperma jaunechense
- Aspidosperma macrocarpon
- Aspidosperma megalocarpon
- Aspidosperma melanocalyx
- Aspidosperma myristicifolia
- Aspidosperma parvifolium
- Aspidosperma polyneuron
- Aspidosperma populifolium
- Aspidosperma quebracho-blanco
- Aspidosperma ramiflorum
- Aspidosperma spruceanum
- Aspidosperma subincanum
- Aspidosperma tomentosum